# Vignot

Vignot este o comună în departamentul Meuse din nord-estul Franței. În 2010 avea o populație de 1.317 de locuitori.

## Evoluția populației
| An        | 1975  | 1982  | 1990  | 1999  | 2006  | 2010  |
| --------- | ----- | ----- | ----- | ----- | ----- | ----- |
| Populație | 1.149 | 1.242 | 1.283 | 1.275 | 1.303 | 1.317 |